# Pulaski (Wisconsin)
Pulaski és una població dels Estats Units a l'estat de Wisconsin. Segons el cens del 2000 tenia 3.060 habitants.

## Demografia
Segons el cens del 2000, Pulaski tenia 3.060 habitants, 1.185 habitatges, i 795 famílies. La densitat de població era de 472,6 habitants per km².
Dels 1.185 habitatges en un 35,8% hi vivien nens de menys de 18 anys, en un 53,2% hi vivien parelles casades, en un 10,5% dones solteres, i en un 32,9% no eren unitats familiars. En el 27,4% dels habitatges hi vivien persones soles el 13,3% de les quals corresponia a persones de 65 anys o més que vivien soles. El nombre mitjà de persones vivint en cada habitatge era de 2,55 i el nombre mitjà de persones que vivien en cada família era de 3,16.
Per edats la població es repartia de la següent manera: un 28,2% tenia menys de 18 anys, un 10,7% entre 18 i 24, un 30,6% entre 25 i 44, un 16,7% de 45 a 60 i un 13,9% 65 anys o més.
L'edat mediana era de 34 anys. Per cada 100 dones de 18 o més anys hi havia 94 homes.
La renda mediana per habitatge era de 43.017 $ i la renda mediana per família de 53.281 $. Els homes tenien una renda mediana de 34.811 $ mentre que les dones 25.101 $. La renda per capita de la població era de 18.711 $. Aproximadament el 5,5% de les famílies i el 6,9% de la població estaven per davall del llindar de pobresa.

## Poblacions més properes
El següent diagrama mostra les poblacions més properes.